# Papilio macilentus
Papilio macilentus là một loài bướm thuộc họ Bướm phượng (Papilionidae). 
Loài Papilio macilentus được mô tả năm 1877 bởi Janson. Loài bướm Papilio macilentus sinh sống ở .

## Hình ảnh

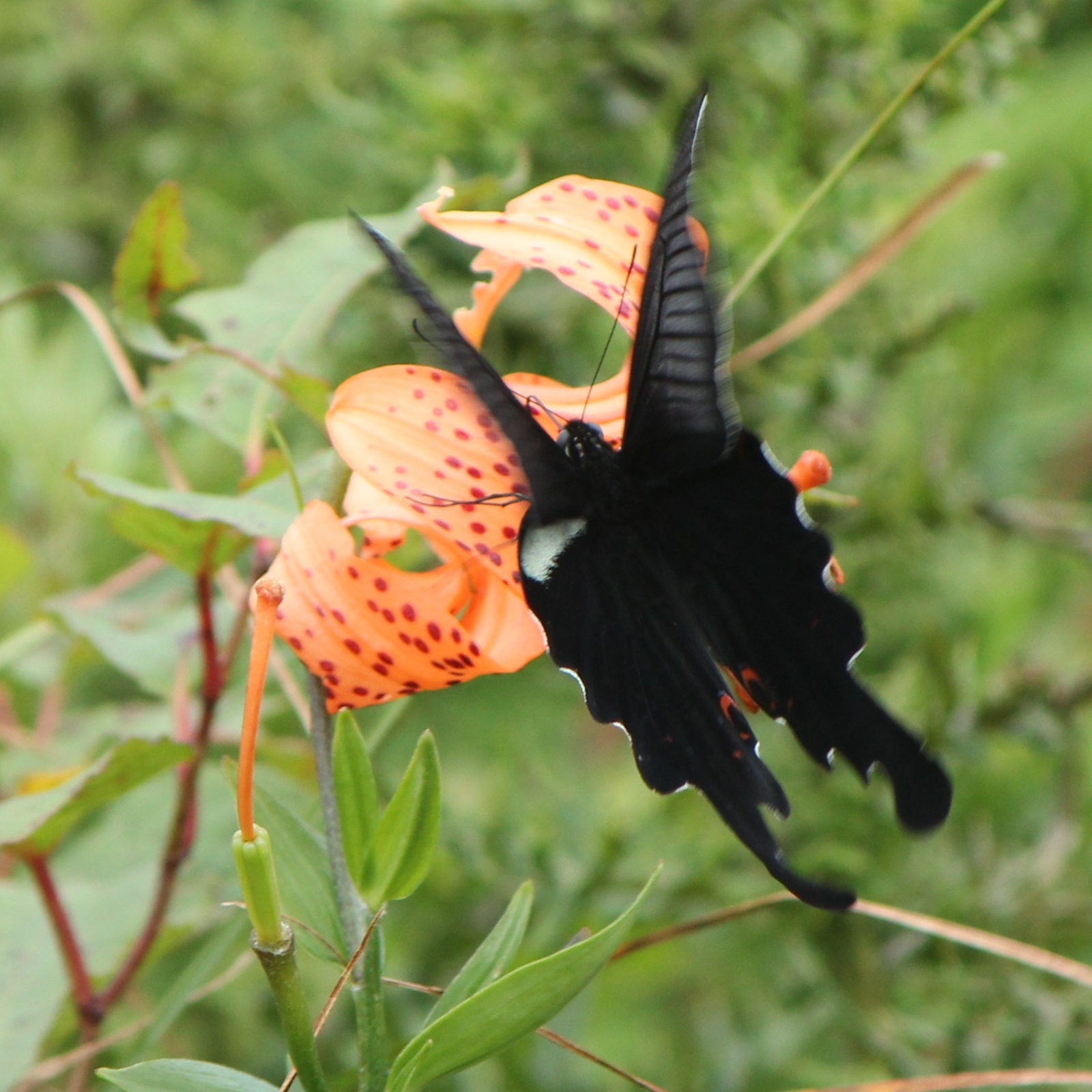
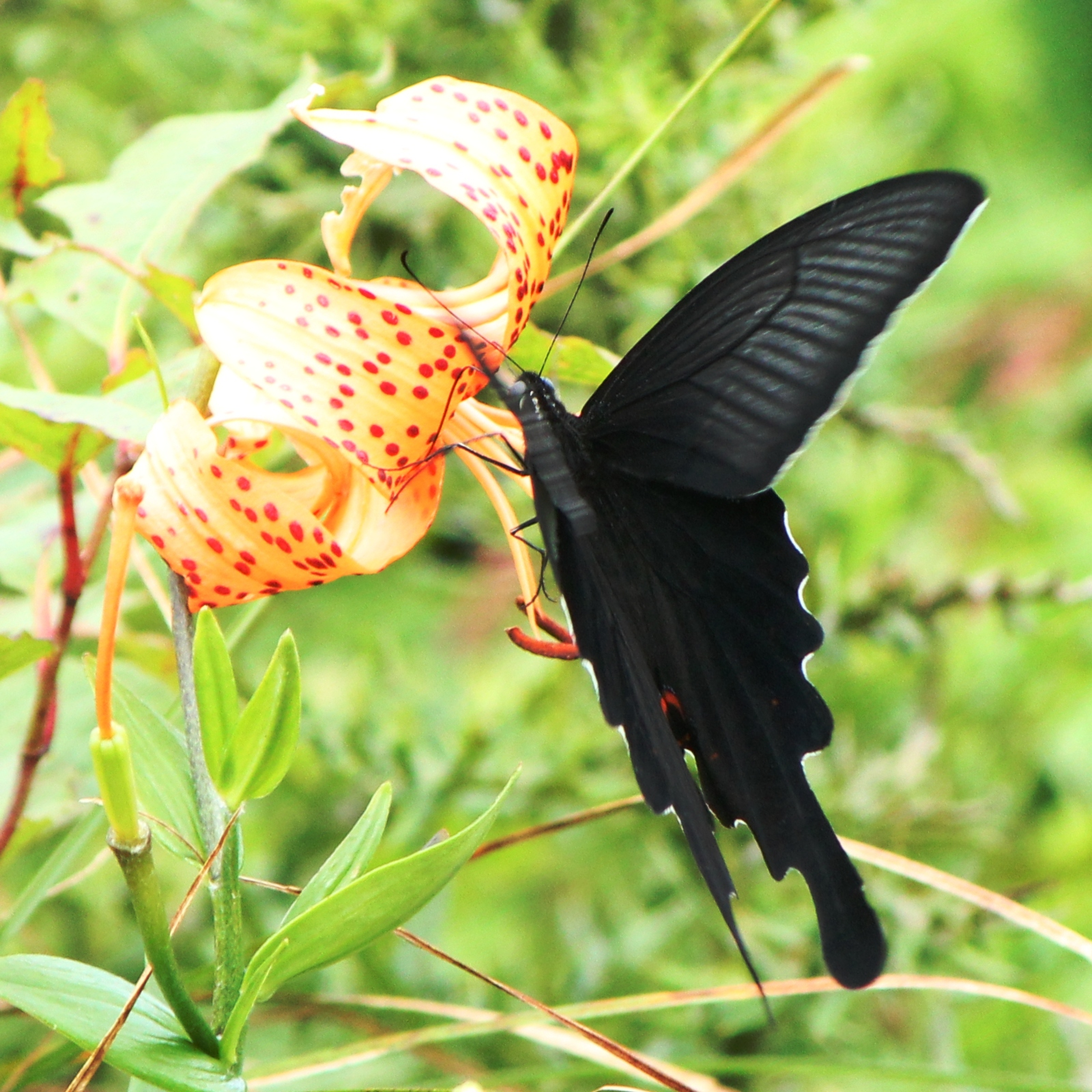